# Зона Вранча
Зона Вранча — сейсмоактивна зона, що розташована на ділянці стикування Південних (Румунія) та Східних (Українських) Карпат у жудці (повіті) Вранча, Румунія.

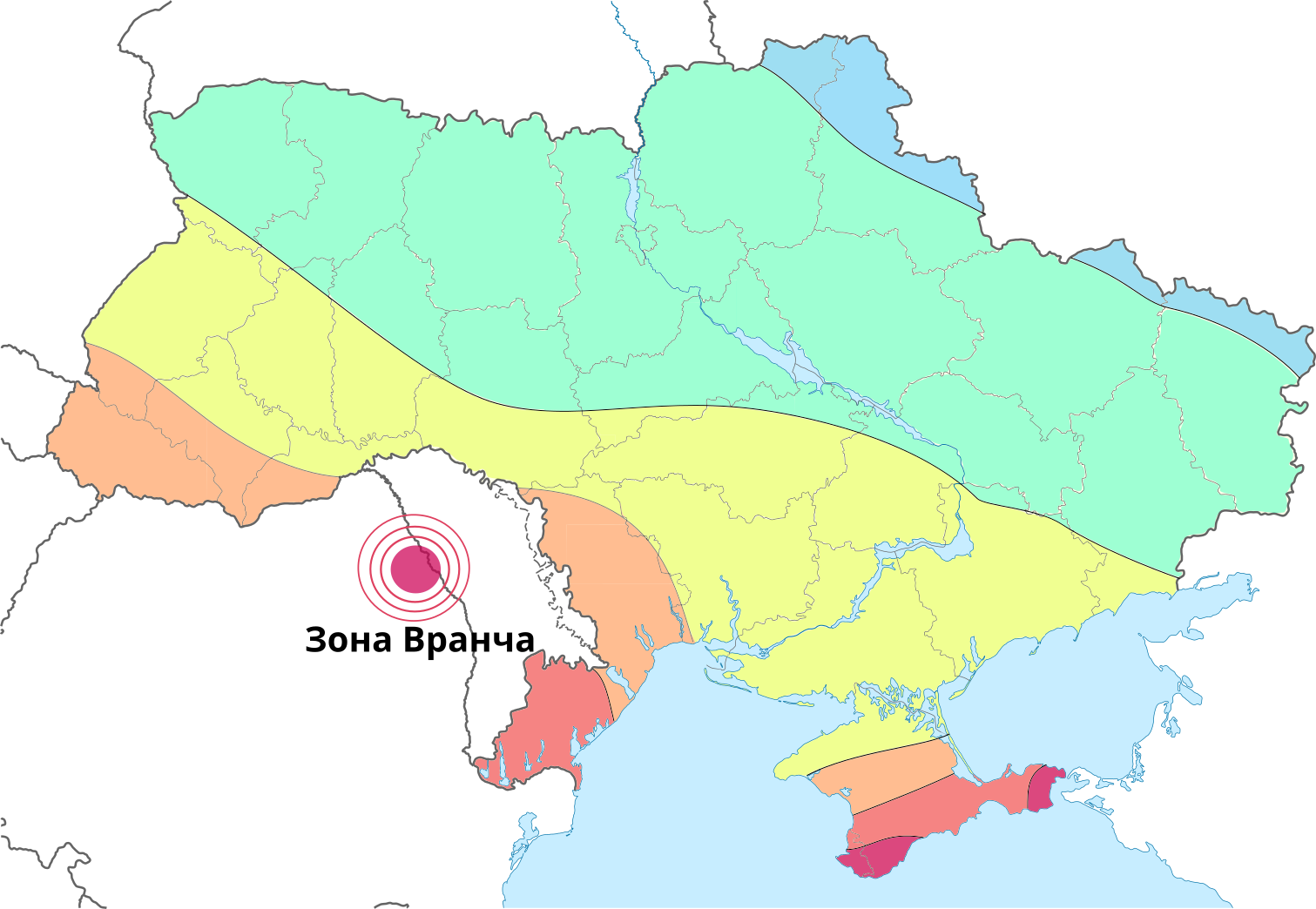
Зона Вранча

Максимальна магнітуда землетрусів у цій сейсмоактивній зоні досягала — 8,0. Осередки землетрусів розташовані в консолідованій корі, а також мантії на глибинах від 80 до 190 км. Завдяки великим глибинам і магнітудам, землетруси зони Вранча проявляються на величезній території: від Греції на півдні до Фінляндії на півночі. У ХХ ст. в зоні Вранча сталося 30 землетрусів з магнітудою 6,5 і вище.

## Землетруси
Починаючи з 1107 року — до сьогодні, в зоні Вранча сталося 90 землетрусів з магнітудою 7–8 балів за шкалою Ріхтера.

### Хронологія землетрусів
Найпотужнішими були землетруси у 1940 і 1977 роках, а також землетруси:
- 10.11.1940 — Карпатський землетрус (1940) магнітудою 7,4;
- 4.03.1977 — Карпатський землетрус (1977) магнітудою 7,2–7,5;
- 27.10.2004 — магнітудою 6,5[4];
- 22.11.2014 — магнітудою 5,5. Гіпоцентр землетрусу знаходився на глибині 30 км. Це найсильніший у 2014 році землетрус у цьому районі[5];
- 24.09.2016 — магнітудою 5,6. Гіпоцентр землетрусу знаходився на глибині 94 км[6];
- 3.11.2022 — магнітудою 5,2. Гіпоцентр землетрусу знаходився на глибині 140 км[7];
- 17.12.2022 — магнітудою 5,4. Гіпоцентр землетрусу знаходився на глибині 143,7 км[8][9];
- 06.02.2023 — магнітудою 4,6. Гіпоцентр землетрусу знаходився на глибині 23 км[10].
- 04.12.2023 — магнітудою 4,8. Епіцентр землетрусу знаходився за 54 км від міста Бузеу[11].
- 24.12.2023 — магнітудою 4,0. Гіпоцентр землетрусу знаходився на глибині 103 км[12][13].
- 15.01.2024 — магнітудою 4,3. Гіпоцентр землетрусу знаходився на глибині 80 км[14][15].
- 05.03.2024 — магнітудою 4,0. Гіпоцентр землетрусу знаходився на глибині 166,5 км[16].
- 14.04.2024 — магнітудою 3,9. Епіцентр землетрусу знаходився за 31 км від Фоксані, за 71 км від Бузау та за 79 км від Сфанту-Георге[17].
- 07.05.2024 — магнітудою 4,1. Епіцентр землетрусу знаходився на відстані близько 120 км від міста Рені (Україна)[18][19].
- 22.05.2024 — магнітудою 4,2. Гіпоцентр землетрусу знаходився на глибині 95 км[20].
- 01.08.2024 — магнітудою 4,1. Гіпоцентр землетрусу залягав на глибині 112 км[21].
- 16.09.2024 — магнітудою 5,4. Гіпоцентр землетрусу залягав на глибині 128 км[22].

## Вплив на Україну
Південно-західна частина України, що підпадає під безпосередній вплив зони Вранча, потенційно може бути віднесена по інтенсивності від 6 до 7-бальної зони (за шкалою Ріхтера).
Потенційно сейсмічно небезпечною територією можливо вважати Буковину, де в 1950–1976 рр. було зафіксовано 4 землетруси магнітудою 5–6 балів. Більша частина України перебуває в 4–6 бальній ділянці інтенсивності землетрусу цієї зони.
В 2024 році окремі вітчизняні геофізики попередили, що найближчими роками в Україні очікують землетрус у 7-7,5 балів (за шкалою Ріхтера), який має статися в сейсмоактивній зоні Вранча. Така сейсмічна подія становить небезпеку для України.